# Václav Řezáč
Václav Řezáč, vlastním jménem Václav Voňavka (5. května 1901 Praha – 22. června 1956 tamtéž), byl český spisovatel.

## Život

### Mládí
Václav Řezáč, původním jménem Václav Voňavka, se narodil v rodině drožkáře Josefa Voňavky (1859–1904) a matky Marie, rozené Martínkové, původem ze Smržova u Lomnice nad Lužnicí (1871–??). Starší bratr Josef se narodil roku 1886.
Vyrůstal ve staroměstské části Na Františku, jeho otec zemřel, když mu byly tři roky. Matka pracovala jako pradlena a později domovnice. Znovu se provdala za strojníka Josefa Hagelbauera (1876–??) a rodina se přestěhovala na Nové Město. Vztah Václava Řezáče s otčímem byl nedobrý, nenávistný a promítl se i do jeho pozdější tvorby (Větrná setba, Černé světlo). Za první světové války byl nevlastní otec na frontě a rodina žila jen z příjmů matky – pradleny a domovnice.
Václav Řezáč maturoval v roce 1919 na reálce v Ječné ulici, poté absolvoval abiturientský kurs obchodní akademie a v letech 1920–1940 pracoval na Státním úřadu statistickém.

### Rodinný život
V roce 1920 se tehdejší Václav Voňavka seznámil s Emou Řezáčovou (1903–1997), která tehdy pracovala jako redaktorka v nakladatelství Karel Šolc. V roce 1923 se s ní oženil a převzal její příjmení. V manželství se narodili synové Ivan (1924–1977 hudební skladatel) a Tomáš (1935–1992, normalizační novinář).

### První republika a Protektorát
V letech 1924–1926 žili manželé Řezáčovi v Řevnicích, předtím i potom v Praze. V roce 1932 se přestěhovali do své nové funkcionalistické vily v komplexu Na Babě. Od dvacátých let přispíval Václav Řezáč z existenčních důvodů do českých periodik jako Lumír či Světozor.

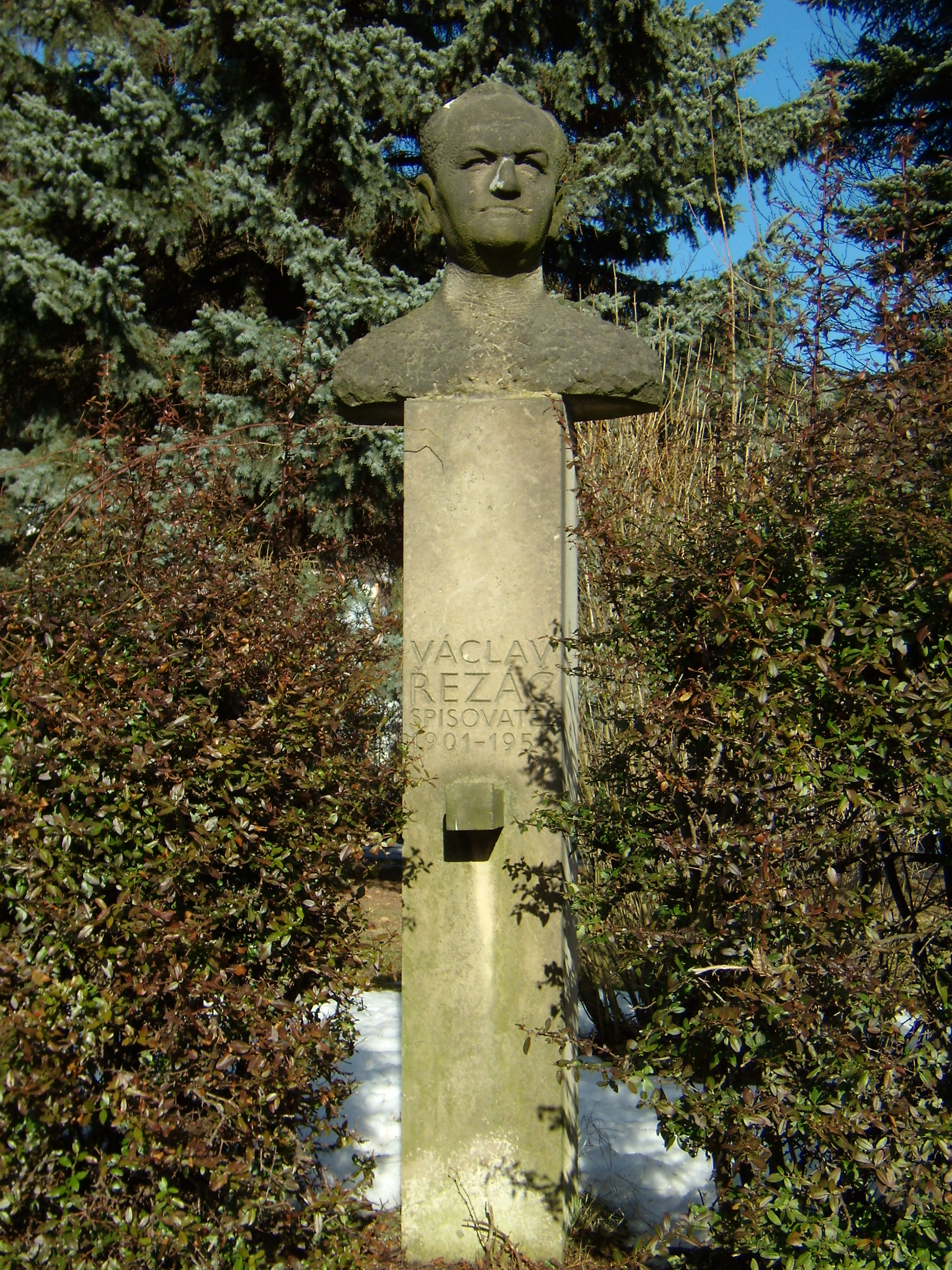
Pomník spisovatele Václava Řezáče v obci Perštejn

Ve třicátých letech 20. století se stal úspěšným spisovatelem, jeho Kluci, hurá za ním vycházeli v roce 1933 na pokračování v příloze nedělních Lidových novin. Kritika jeho knihy přijímala příznivě.
V období Protektorátu vydal svá vrcholná díla. Když v roce 1942 vyšla publikace Almanach české knihy, Lidové noviny jmenovaly Václava Řezáče na prvním místě mezi opomenutými členy „první gardy české literatury“.
V letech 1940–1945 byl redaktorem Lidových novin, kde vedl dětskou rubriku a přispíval fejetony.

### Po druhé světové válce
Od roku 1945 pracoval spolu s Janem Drdou jako redaktor v deníku Práce. Zveřejňoval zde též i reportáže z Kadaňska, kam později umístil děj svého románu Nástup. Od září 1945 se stal jedním z dramaturgů barrandovské skupiny Karla Feixe, v letech 1948–1949 byl členem výrobní skupiny Řezáč–Fábera–Šmída. Podle jeho námětů a scénářů byla po válce natočena řada filmů, film Rozina sebranec byl natáčen již za války a dokončen po osvobození.
Od roku 1949 do své smrti byl ředitelem nakladatelství Československý spisovatel.

### Komunistické aktivity a ocenění
V poválečném období představovali komunisté Jan Drda a Václav Řezáč jedny z hlavních opor režimu ve spisovatelských řadách; oba byli místopředsedy Syndikátu českých spisovatelů.
V roce 1946 podepsal Řezáč prokomunistické „Májové poselství kulturních pracovníků českému lidu!“ publikované před květnovými volbami do Ústavodárného Národního shromáždění. Tento předvolební manifest komunistů podepsalo celkem 843 kulturních pracovníků a komunisté volby vyhráli. Později podepsal Řezáč prokomunistickou výzvu Kupředu, zpátky ni krok!, jež byla vydána dne 25. února 1948 pro podporu komunistického převratu. V únoru 1948 byl členem akčního výboru Syndikátu českých spisovatelů za KSČ, kromě něj byli v tomto výboru i další komunisté, např. Jan Drda, Vítězslav Nezval, Marie Majerová, Jan Mukařovský... Na svém prvním zasedání, konaném dne 26. února 1948, se akční výbor usnesl o znárodnění tiskáren i nakladatelských podniků a rovněž zahájil čistky v řadách autorů ze svých řad. Činnost akčního výboru popisuje ve své vzpomínkové knize i spisovatel A. C. Nor.
Od roku 1949 byl Václav Řezáč členem představenstva Svazu československých spisovatelů (SČSS) a působil i v nakladatelství Svoboda. Stanovy SČSS byly formulovány v lednu 1949 a za předsednictví Řezáče se při tvorbě stanov postupovalo tak, že byly předčítány stanovy Svazu sovětských spisovatelů a přizpůsobeny českým poměrům. Komunistickým režimem byl Václav Řezáč oceněn v roce 1951 Státní cenou Klementa Gottwalda.

## Dílo
V začátcích literární dráhy (1921–1926) psal Václav Řezáč verše, některé byly uveřejněny časopisecky, knižně je nevydal.
Ve třicátých letech tvoří významnou část tvorby Václava Řezáče literatura pro děti – Kluci, hurá za ním a Poplach v Kovářské uličce, obě díla ilustrovaná Josefem Čapkem. Vrcholné období tvorby spadá do válečných let, kdy napsal psychologické romány Černé světlo, Svědek a Rozhraní.
V poválečném období tvořil v duchu socialistického realismu a jeho tvorba zdaleka nedosahovala úrovně předchozích děl. Věnoval se především budovatelským románům ze současnosti o osidlování pohraničí po vysídlených Němcích. Zatímco v románu Nástup byl díky Řezáčovým schopnostem prvotní ideologický cíl ještě skryt, druhý díl Bitva již nese jasné rysy schematismu.

### Příspěvky do periodik
- Knír, prozaický debut, spolu s Emou Řezáčovou, časopisecky ve Světozoru, 1928

Další příspěvky se objevovaly v řadě časopisů a deníků od roku 1922 až do autorovy smrti. Vycházely též pod pseudonymy R. Nový, –vč–, V. Ř. a vř.

### Knižní vydání

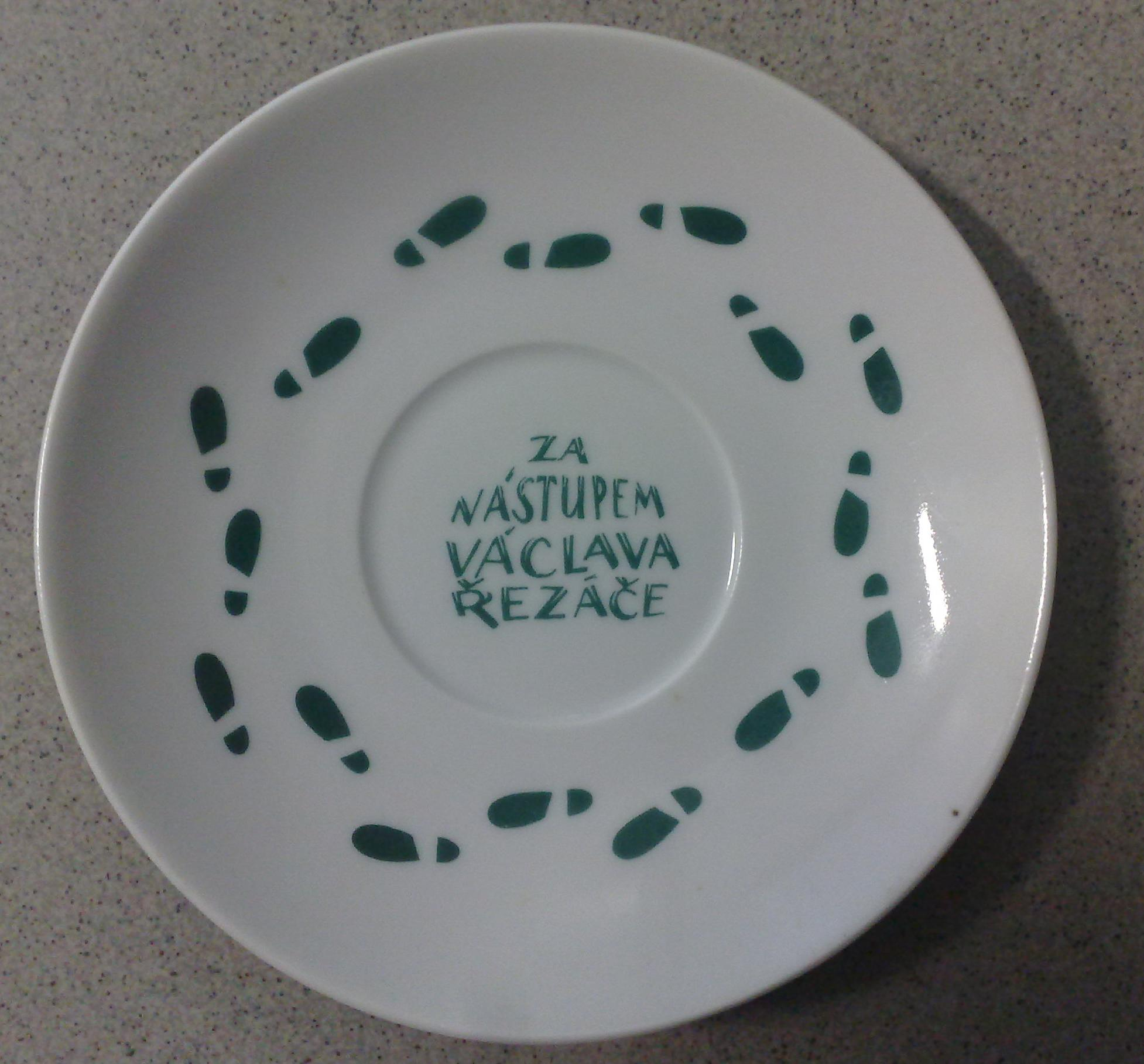
Památeční talíř pochodu Za Nástupem Václava Řezáče

- Fidlovačka (1933), básně pro děti k obrázkům Josefa Lady.
- Poplach v Kovářské uličce (1934) – povídka pro děti, ilustroval Josef Čapek
- Kluci, hurá za ním (1934) – povídka pro děti, ilustroval Josef Čapek
- Větrná setba (1935) – autobiografický román o dospívání za 1. světové války.
- Slepá ulička (1938) – psychologický román o osudech několika lidí z různých společenských vrstev během krize po 1. světové válce.
- Na pouti (1939), básně pro děti k obrázkům Josefa Lady.
- Černé světlo (1940) – román, příběh touhy po moci, síle, manipulování s lidmi a dobrém postavení, zároveň příběh intrik, zbabělosti, neupřímnosti a slabosti. Hlavní hrdina Karel Kukla byl již od nejranějších dětských let slabý, neduživý hoch, který hledal své útočiště před okolním světem u své matky, a právě jeho slabost a zdánlivá bezmocnost se stala zdrojem touhy ovládat silné – nenápadně stát v pozadí, zdánlivě do ničeho nezasahovat a zároveň vše řídit.
- Svědek (1943) – román jehož hlavní hrdina Kvis (latinsky quis – někdo) trpí pocitem méněcennosti a rozbíjí vztahy jiných.
- Stopy v písku (1944), fejetony.[22]
- Rozhraní (1944), román o tichém profesorovi, který píše knihu, jejíž hlavní hrdina je rozverný, a sám se změní ve stylu své vymyšlené postavy.
- Čarovné dědictví (1946), kniha pro mládež s polopohádkovým symbolickým dějem,
- Nástup (1951), román, jehož hlavní hrdina Jiří Bagár je vyslán roku 1945 do pohraničí (Kadaňsko), zde se dostává do střetu s nacistickými Němci. Je zde pak popsán jejich odsun a zavedení nového pořádku v kraji.
- Bitva (1954), román volně navazující na Nástup. Odehrává se v létě 1947 a líčí boj mezi komunistickými a antikomunistickými silami o pohraničí. Autor vycházel spíše z předem daných představ o osidlování než z faktů na místě poznaných.
- Tváří v tvář (1956), povídky s tematikou odboje a Pražského povstání.
- Píseň o věrnosti a zradě (1956), torzo románu, text připravený z autorovy pozůstalosti.
- Pohádky (1957), posmrtně.
- O pravdě umění a pravdě života (1960), posmrtně vydaný výbor z autorových teoretických a kritických statí.
- La bella Boema (1979), do té doby nepublikovaná novela o Mozartovi.
- Cestou pravdy umění a pravdy života (1981), texty z autorova deníku.

## Filmografie

### Scénář
- Modrý závoj (1941, režie Jan Alfréd Holman, hlavní role Vlasta Matulová)
- Až se vrátíš (1947, režie Václav Krška, hlavní role Otýlie Beníšková)

### Námět (výběr)
- Rukavička (1941), český film podle povídky Milostná bloudění, režie Jan Alfréd Holman, v hlavní roli Nataša Gollová.
- Rozina sebranec (1945, podle povídky Zikmunda Wintera, režie Otakar Vávra, hlavní role Marie Glázrová.
- Zelená knížka (1949), český film podle knihy Poplach v Kovářské uličce, režie Josef Mach.
- Vzbouření na vsi (1951), režie Josef Mach.
- Nástup (1953), režie Otakar Vávra.
- Přepadení (1953, režie Václav Voves, hlavní role Gustav Heverle.
- Kronika žhavého léta (1973), podle románu Bitva, režie Jiří Sequens.
- Černé světlo (1968, podle stejnojm. románu, hlavní role Josef Abrhám)
- Rytmus 1934 (1980), podle románu Černé světlo, režie Jaroslav Balík.
- Čarovné dědictví (1986), režie Zdeněk Zelenka.
- Spříznění dobou (1986), český televizní film podle románu Slepá ulička, režie Vojtěch Štursa.